# Stade des Jeunes
Le stade des Jeunes est un stade situé à Kananga, en république démocratique du Congo. Il a une capacité de 10 000 spectateurs. Il sert de domicile à l'US Tshinkunku, à l'Atletico Club Dibumba et à l'AS Saint-Luc. 